# Dasypeltis latericia
Dasypeltis latericia là một loài rắn trong họ Rắn nước. Loài này được Trape & Mané mô tả khoa học đầu tiên năm 2006.